# Фауна Грузії
Дивіться списки:
- Список птахів Грузії
- Список ссавців Грузії